# Syzygium vismioides
Syzygium vismioides là một loài thực vật có hoa trong Họ Đào kim nương. Loài này được (DC.) Govaerts mô tả khoa học đầu tiên năm 2008.